# زوئینکرک
شهر زوئینکرک (به فرانسوی: Zuienkerke) در شهرستان بروژ در استان فلاندری غربی در منطقه فلاندری در کشور بلژیک واقع شده‌است.